# Comatricha nigra
Comatricha nigra er en art plasmodisk svampedyr i klassen Myxogastria (tidl. Myxomycetes), der bl.a. vokser på henfaldent træ i skovbunden. Plasmodiet er gennemsigtigt hvidt. Sporokarperne sidder spredt eller i små grupper, op til 9 mm høje. "Stilken" er normalt mindst 66% af den samlede højde, sort, bestående af nettede fibre i det mindste i bunden. Columella, en forlængelse af "stilken", når mindst halvvejs op ad sporekapslen men når sædvanligvis næsten toppunktet, hvor det fusionerer ind i kapillitium. Kapillitium danner et tæt internt net med hovedgrenene forbundet med columellaen langs hele længden, der ofte danner et overfladenet i den basale del, omkring toppen normalt med sløjfer og frie ender. Sporer lilla-brune, med en lille, bleg, afrundet spiringspore 7,5-9,0 μm diameter.